# Hallett (Oklahoma)
Hallett es un pueblo ubicado en el condado de Pawnee en el estado estadounidense de Oklahoma. En el año 2010 tenía una población de 125 habitantes y una densidad poblacional de 54,35 personas por km².

## Geografía
Hallett se encuentra ubicado en las coordenadas 36°13′57″N 96°34′08″O / 36.232452, -96.568823.

## Demografía
Según la Oficina del Censo en 2000 los ingresos medios por hogar en la localidad eran de $30,000 y los ingresos medios por familia eran $30,250. Los hombres tenían unos ingresos medios de $41,250 frente a los $51,250 para las mujeres. La renta per cápita para la localidad era de $12,539. Alrededor del 14.1% de la población estaban por debajo del umbral de pobreza.